# アノーヤター
アノーヤター（ビルマ語: အနော်ရထာ မင်းစော、英語: Anawrahta、1014年5月11日 - 1077年4月11日）はビルマ族の最初の王朝であるパガン王朝の最初の王（在位：1044年8月11日 - 1077年4月11日）とされる人物。

## 略歴
伝説によればニャウン・ウ・ソウラハンと呼ばれるビルマ人の王がいたが、これを暗殺し王に就いたクンソウ・チャウンピューという男がいたという。アノーヤターはチャウンピューの息子とされる。アノーヤターは、ソウラハンの息子がチャウンピューを殺し、王位に就いたのを見て、逆にこれを暗殺し王位に就いたという。
軍人としてのアノーヤターはそれまでエーヤワディー川沿いを中心に展開していたパガン王朝の領土拡大を画策し、モン族の支配するタトンや、シャン族を掌握、遠くインド、雲南まで兵を送った。これにより、パガン王朝はその名をとどろかせ、東南アジアの一大王国となった。
内政面では、それまで時に王の威光をも凌いでいたアリー僧と呼ばれる大乗仏教僧とおぼしき宗教集団がいたが、これを嫌ったアノーヤターはこの集団を解散させ、シン・アラハンと呼ばれるモン族の上座部仏教僧により国内を上座部仏教本位にした。
アノーヤターは1077年森の中で不慮の死を遂げるが、この王がビルマ人を一大民族に仕立てた功績はその後も語り継がれ、ビルマでは英雄視されている。